# Buchkultur (Magazin)
Buchkultur ist ein 1989 in Wien gegründetes Buchmagazin für den deutschsprachigen Raum.

## Geschichte
Gegründet wurde das Magazin von Michael Schnepf, Nils Jensen und Manfred Kriegleder. Im Gründungsjahr wurde außerdem die Buchkultur als Verein ins Leben gerufen. 1990 wurde der Verein in die Buchkultur Verlagsgesellschaft mbH umgewandelt, die bis heute das Magazin im gesamten deutschsprachigen Raum verlegt.
2008 rief Buchkultur den Preis für das „Wissenschaftsbuch des Jahres“ gemeinsam mit dem österreichischen Wissenschaftsministerium ins Leben, eine jährliche Auszeichnung, die in vier Kategorien für die besonders gelungene Vermittlung von wissenschaftlichen Inhalten in Sachliteraturform an die breite Öffentlichkeit vergeben wird. Seit 2015 wird dieser Preis vom Bundesministerium für Bildung, Wissenschaft und Forschung (BMBWF) ausgetragen, die Buchkultur Verlagsgesellschaft zeichnet derzeit für die organisatorische Durchführung verantwortlich.

## Profil
Seit seiner Gründung ist es die Blattlinie des Magazins, ein Medium zu schaffen, das über Autoren, Neuerscheinungen und literarische Trends berichtet. Es versteht sich nicht als Literaturzeitschrift – und veröffentlicht somit bis auf Ausnahmen keine Primärtexte –, sondern als Bindeglied zwischen der Literatur-/Buchbranche und den Lesern. Intention der Herausgeber ist es, Buchinteressierten aktuelle Informationen zu liefern. Jede Ausgabe enthält Interviews, Porträts, Rezensionen, Hintergrundberichte und vermischte Meldungen von der Belletristik über Sach- und Hörbuch bis hin zur Kinder- und Jugendliteratur.
Die Buchkultur Verlagsgesellschaft pflegt Netzwerke und Kooperationen für Initiativen und Projekte, die sich mit den Themen Buch und Lesen und mit der Medien- und Contentbranche insgesamt beschäftigen. Im Vordergrund stehen dabei Studien, Ideenkonzeptionen und die Durchführung von Projekten für die Branche.
Von 1989 bis 1991 erschien das Magazin viermal im Jahr, ab 1992 sechsmal. Als Herausgeber zeichnen Michael Schnepf und Nils Jensen verantwortlich, Chefredakteurin ist seit 2022 Katia Schwingshandl. 
Sonderausgaben sind:
- Celebrating Book Love (erscheint jährlich 2 Wochen vor Ostern)
- Krimi (erscheint jährlich Ende Juni)
- Österreich (erscheint jährlich zur Frankfurter Buchmesse)
- Junior (erscheint Mitte November)